# Anton Klemientjew
Anton Siergiejewicz Klemientjew, ros. Антон Сергеевич Клементьев (ur. 25 marca 1990 w Togliatti) – rosyjski hokeista.

## Kariera
- Spartak 2 Moskwa (2005−2006)
- Łokomotiw 2 Jarosław (2006–2009)
- Łokomotiw Jarosław (2008/2009)
- Bridgeport Sound Tigers (2009–2011)
  -  New York Islanders (2010)
- Łokomotiw Jarosław (2011/2012)
  -  Łoko Jarosław (2012)
- HK Sarow (2012−2013)
- Sokoł Krasnojarsk (2013–2014)
- Naprzód Janów (2014–2015)
- Ciarko PBS Bank KH Sanok (2015)
- Zwiezda-WDW Dmitrow (2015)
- HK Homel (2015-2017)

Wychowanek Łady Togliatti. Od 2006 do 2009 był zawodnikiem klubu Łokomotiw Jarosław i w barwach rezerwowej drużyny klubu występował w rozgrywkach III ligi rosyjskiej. Rozegrał także wówczas jedno spotkanie w elitarnych rozgrywkach KHL. W drafcie NHL z 2009 został wybrany przez New York Islanders jako pierwszy zawodnik w piątej rundzie. Następnie wyjechał do USA i podpisał kontrakt z tym klubem. Od 2009 do 2011 występował przez trzy niepełne sezony w zespole farmerskim, Bridgeport Sound Tigers w lidze AHL. Rozegrał także jedno spotkanie w barwach New York Islanders w rozgrywkach NHL 27 marca 2010. Po starcie sezonu 2011/2012 powrócił do Rosji i ponownie został zawodnikiem klubu z Jarosławia, którego drużyna rozpoczęła wówczas występy w rozgrywkach Wysszaja Chokkiejnaja Liga po katastrofie lotu Yak Service 9633 z września 2011. Zagrał także jedno spotkanie w juniorskiej lidze MHL. Później nadał występował w WHL: sezon 2012/2013 w drużynie z Sarowa, a edycję 2013/2014 w zespole z Krasnojarska. Od 2014 zawodnik Naprzodu Janów w rozgrywkach Polskiej Hokej Ligi. Od stycznia 2015 zawodnik Ciarko PBS Bank KH Sanok. Odszedł z klubu po zakończeniu sezonu. Następnie związał się z beniaminkiem WHL, Zwiezda-WDW Dmitrow. Od listopada 2015 zawodnik HK Homel.
W barwach Rosji uczestniczył w turnieju mistrzostw świata juniorów do lat 20 w 2010.

## Sukcesy
Klubowe
- Brązowy medal mistrzostw Białorusi: 2016, 2017 z HK Homel

Indywidualne
- Polska Hokej Liga (2014/2015): czwarte miejsce w klasyfikacji asystentów wśród obrońców w sezonie zasadniczym: 19 asyst